# Lichenophanes armiger
Lichenophanes armiger är en skalbaggsart som först beskrevs av Leconte 1866.  Lichenophanes armiger ingår i släktet Lichenophanes och familjen kapuschongbaggar. Inga underarter finns listade i Catalogue of Life.